# Diócesis de Nagoya
La diócesis de Nagoya (en latín: Dioecesis Nagoyaen(sis) y en japonés: カトリック名古屋教区) es una circunscripción eclesiástica latina de la Iglesia católica en Japón, sufragánea de la arquidiócesis de Osaka. La diócesis tiene al obispo Michael Gorō Matsuura como su ordinario desde el 29 de marzo de 2015. 

## Territorio y organización

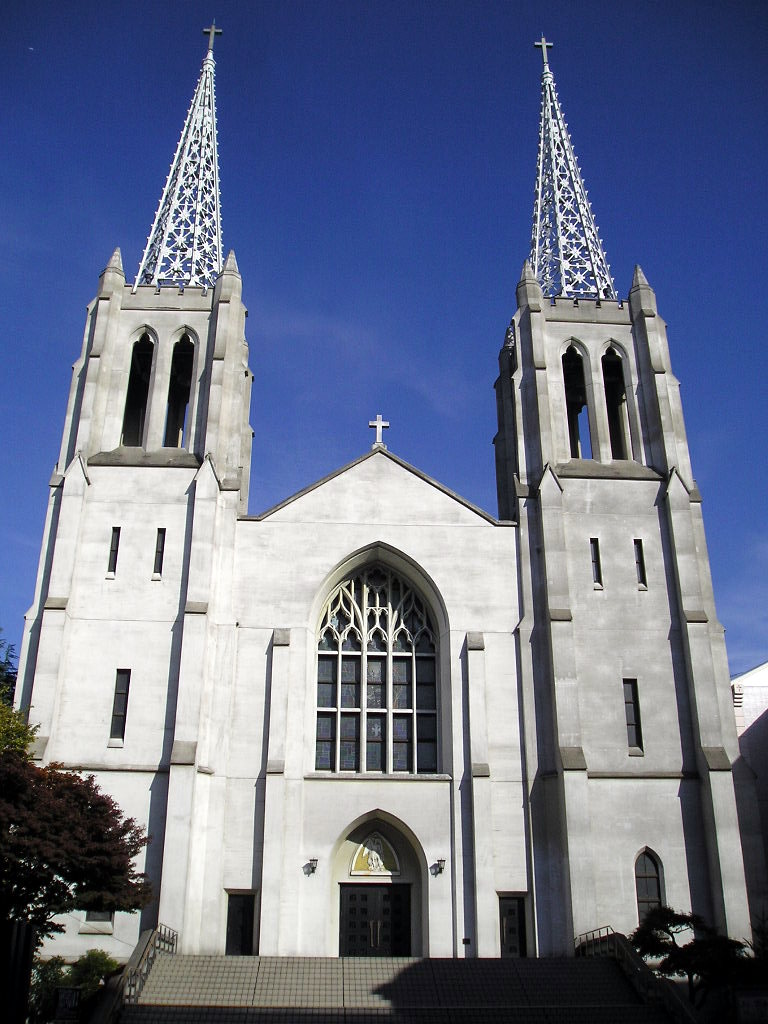
Catedral de San Pedro y San Pablo

La diócesis tiene 25 306 km² y extiende su jurisdicción sobre los fieles católicos de rito latino residentes en la región de Chūbu, en las prefecturas de Aichi, Fukui, Gifu, Ishikawa y Toyama.
La sede de la diócesis se encuentra en la ciudad de Nagoya, en donde se halla la Catedral de San Pedro y San Pablo.
En 2019 en la diócesis existían 57 parroquias.

## Historia
La prefectura apostólica de Nagoya fue erigida el 18 de febrero de 1922 con el breve In hac sublimi del papa Pío XI, obteniendo el territorio de la prefectura apostólica de Niigata (hoy diócesis de Niigata) y de la arquidiócesis de Tokio.
El 16 de abril de 1962 la prefectura apostólica fue elevada a diócesis con la bula Praefectura Apostolica del papa Juan XXIII.

## Estadísticas
De acuerdo al Anuario Pontificio 2020 la diócesis tenía a fines de 2019 un total de 27 353 fieles bautizados.
| Año                                                                             | Población            | Población  | Población      | Sacerdotes | Sacerdotes    | Sacerdotes    | Bautizados por sacerdote | Diáconos permanentes | Religiosos | Religiosos | Parroquias |
| Año                                                                             | Bautizados católicos | Total      | % de católicos | Total      | Clero secular | Clero regular | Bautizados por sacerdote | Diáconos permanentes | Varones    | Mujeres    | Parroquias |
| ------------------------------------------------------------------------------- | -------------------- | ---------- | -------------- | ---------- | ------------- | ------------- | ------------------------ | -------------------- | ---------- | ---------- | ---------- |
| 1950                                                                            | 2521                 | 8 563 425  | 0.0            | 49         | 6             | 43            | 51                       |                      | 15         | 8          | 13         |
| 1970                                                                            | 14 004               | 9 707 655  | 0.1            | 106        | 20            | 86            | 132                      |                      | 93         | 226        | 38         |
| 1980                                                                            | 18 382               | 11 126 031 | 0.2            | 148        | 22            | 126           | 124                      |                      | 164        | 269        | 49         |
| 1990                                                                            | 22 336               | 11 828 058 | 0.2            | 135        | 19            | 116           | 165                      | 1                    | 158        | 224        | 49         |
| 1999                                                                            | 24 263               | 12 230 000 | 0.2            | 138        | 20            | 118           | 175                      | 1                    | 151        | 214        | 64         |
| 2000                                                                            | 24 455               | 12 291 089 | 0.2            | 139        | 21            | 118           | 175                      |                      | 145        | 207        | 66         |
| 2001                                                                            | 24 406               | 12 302 916 | 0.2            | 136        | 19            | 117           | 179                      |                      | 139        | 203        | 66         |
| 2002                                                                            | 25 155               | 12 346 379 | 0.2            | 114        | 16            | 98            | 220                      | 2                    | 120        | 212        | 63         |
| 2003                                                                            | 24 867               | 18 187 820 | 0.1            | 131        | 16            | 115           | 189                      | 1                    | 142        | 216        | 63         |
| 2004                                                                            | 25 380               | 12 409 860 | 0.2            | 128        | 16            | 112           | 198                      |                      | 133        | 205        | 63         |
| 2013                                                                            | 26 666               | 12 379 569 | 0.2            | 115        | 20            | 95            | 231                      | 3                    | 116        | 152        | 60         |
| 2016                                                                            | 27 030               | 12 505 688 | 0.2            | 132        | 22            | 110           | 204                      | 3                    | 126        | 152        | 58         |
| 2019                                                                            | 27 353               | 12 515 000 | 0.2            | 128        | 21            | 107           | 213                      | 3                    | 127        | 192        | 57         |
| Fuente: Catholic-Hierarchy, que a su vez toma los datos del Anuario Pontificio. |                      |            |                |            |               |               |                          |                      |            |            |            |

## Episcopologio
- Joseph Reiners, S.V.D. † (28 de junio de 1926-1941 renunció)
  - Sede vacante (1941-1945)
- Peter Magoshiro Matsuoka † (13 de diciembre de 1945-26 de junio de 1969 retirado)[4]
- Aloysius Nobuo Soma † (26 de junio de 1969-5 de abril de 1993 retirado)
- Augustinus Jun-ichi Nomura (5 de abril de 1993-29 de marzo de 2015 retirado)
- Michael Gorō Matsuura, desde el 29 de marzo de 2015